# Neptosternus subopacus
Neptosternus subopacus är en skalbaggsart som beskrevs av Guignot 1956. Neptosternus subopacus ingår i släktet Neptosternus och familjen dykare. Inga underarter finns listade i Catalogue of Life.